# Before the Party’s Over
Before the Party’s Over – singel belgijskiego piosenkarza Mustiiego, wydany 20 lutego 2024 roku nakładem wytwórni PIAS. 
Piosenka reprezentowała Belgię w 68. Konkursie Piosenki Eurowizji (2024).

## Lista utworów
| Digital download / media strumieniowe | Digital download / media strumieniowe | Digital download / media strumieniowe |
| Nr                                    | Tytuł utworu                          | Długość                               |
| ------------------------------------- | ------------------------------------- | ------------------------------------- |
| 1.                                    | „Before the Party’s Over”             | 3:00                                  |